# یواس‌اس دوشیزه بتسی (اس‌پی-۱۵۱)
یواس‌اس دوشیزه بتسی (اس‌پی-۱۵۱) (به انگلیسی: USS Miss Betsy (SP-151)) یک کشتی بود که طول آن ۴۱ فوت (۱۲ متر) بود. این کشتی در سال ۱۹۱۶ ساخته شد.